# Francisco Santa Cruz (político mexicano)
Francisco Santacruz y Escobosa (Guaymas, Sonora; 4 de octubre de 1836-Colima, Colima; 8 de mayo de 1902) ) fue un militar y político mexicano que se destacó como gobernador de Colima en tres distintas ocasiones durante el Porfiriato. 

## Biografía
Fue marino en su juventud, y comenzó a vivir en Colima a mediados del siglo XIX. Combinó los negocios con la política. Llegó a ser un gran hacendado, dueño del ingenio y la hacienda de Quesería; de la hacienda de Cuyutlán, con todo y salinas; de La Magdalena (hoy Pueblo Juárez) y de La Albarradita. Todo esto mientras también ocupaba el cargo de gobernador desde cuando menos 1892 hasta el 8 de mayo de 1902, en que falleció víctima de un ataque de “fiebre perniciosa”. Siendo relevado por don Enrique O. de la Madrid, que gobernó hasta mediados de 1911.
Consiguió el poder mediante la disposición de Díaz cuando se había elegido presidente a Gildardo Gómez. Sus gobiernos se caracterizaron con la Paz Porfirista, pero era también evidente la desigualdad social por los altos costos de la construcción del ferrocarril, la falta de hospitales por la fiebre amarilla que azotó al estado y la hacienda en bancarrota, pero que con la estabilidad del país se pudo soportar poco a poco, pues las guerras de la Segunda Intervención Francesa dejaron a muchos campesinos sin tierras. Durante sus gobiernos se crearon muchas obras que atrajeron a muchos extranjeros que produjeron trabajo. Murió en Colima cuando se le transportaba a un hospital en 1902.
- Datos: Q5867414